# Sárgacsüngős lebenyesmadár
A sárgacsüngős lebenyesmadár (Anthochaera paradoxa) a madarak osztályának a verébalakúak (Passeriformes) rendjébe, ezen belül a mézevőfélék (Meliphagidae) családjába tartozó faj.

## Rendszerezése
A fajt Francois-Marie Daudin francia zoológus írta le 1800-ban, a Corvus nembe Corvus paradoxus néven.

## Alfajai
- Anthochaera paradoxa kingi (Mathews, 1925) - King-sziget (a Bass-szorosban)
- Anthochaera paradoxa paradoxa (Daudin, 1800) - Tasmania [2]

## Előfordulása
Az Ausztráliához tartozó Tasmania területén honos. Természetes élőhelyei a mérsékelt övi erdők, szavannák és cserjések, valamint vidéki kertek és városi régiók. Nomád faj.

## Megjelenése
Testhossza 37-50 centiméter, testsúlya 104-260 gramm. A legnagyobb mézevő madarak közé tartozik. Karcsú teste és hosszú, kihegyesedő farka van. Pofáján sárga bőrlebeny lóg. Melle pettyes, hasán sárga folt található.

## Életmódja
Agresszív és lármás madár. Csapatosan a fákon keresgéli rovarokból és nektárból álló táplálékát. Megeszi a bokrokon és kerti fákon lévő gyümölcsöket is, amivel károkat is okoz.

## Szaporodása
Magas fák ágvillájába gallyakból, levelekből és kéregből készíti csésze alakú fészkét, melyet tollakkal bélel ki. Fészekalja 2-3 tojásból áll, melyet 16 napon keresztül költ.

## Természetvédelmi helyzete
Az elterjedési területe nagy, egyedszáma viszont csökken, de még nem éri el a kritikus szintet. A Természetvédelmi Világszövetség Vörös listáján nem fenyegetett fajként szerepel.